# Вендичани (станція)
Вендича́ни — проміжна залізнична станція Жмеринській дирекції Південно-Західної залізниці на неелектрифікованій лінії Жмеринка — Могилів-Подільський між станціями Немерчі (9,4 км) та Ізраїлівка (9 км). Розташована в селищі Вендичани Могилів-Подільського району Вінницької області.

## Історія
Станція відкрита 1892 року при побудові залізниці.

## Пасажирське сполучення
На станції Котюжани зупиняються приміські поїзди Жмеринка — Могилів-Подільський та поїзд міжнародного сполучення № 351/352 сполученням Київ — Кишинів. Розклад руху приміських поїздів складено таким чином, що по станції Жмеринка узгоджена пересадка на поїзди майже в будь-яку область України без тривалого очікування, а також узгоджена пересадка на приміські електропоїзди у Вінницькому напрямку.
Раніше через станцію курсував регіональний поїзд «Подільський експрес» сполученням Київ — Могилів-Подільський (наразі скасований). Поїзд курсував щопонеділка, щочетверга, щосуботи о 03:00 вирушав зі станції і прибував до Києва о 08:30.